# Otto-Braun-Straße
Die Otto-Braun-Straße in Berlin ist eine der Hauptverkehrsstraßen rund um den Alexanderplatz und Teil der Bundesstraße 2. In Verlängerung des Straßenzugs Gruner- und Alexanderstraße verläuft sie nördlich der Kreuzung mit der Mollstraße auf der Grenze zwischen den Ortsteilen Prenzlauer Berg und Friedrichshain in Richtung Nordost. An der Kreuzung mit den beiden Straßen Prenzlauer Berg/Am Friedrichshain geht sie in die Greifswalder Straße über.

## Verlauf und Lage im Stadtraum

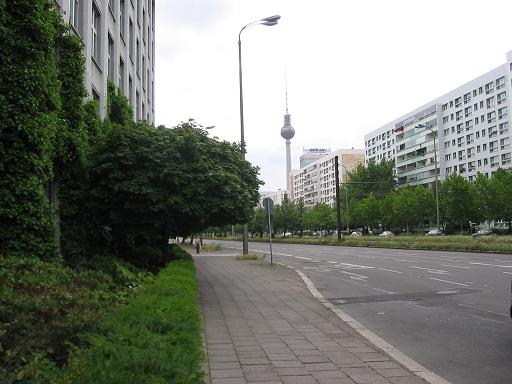
Otto-Braun-Straße mit dem Fernsehturm im Hintergrund; links Berlin-Friedrichshain, rechts Berlin-Prenzlauer Berg

Die Straße beginnt am östlichen Rand des Alexanderplatzes an der Alexanderstraße/Karl-Marx-Allee, kreuzt die Mollstraße und geht unweit des Volksparks Friedrichshain an der Stelle des früheren Königstores der Akzisemauer in die Greifswalder Straße über. Der Verlauf von Grunerstraße, Alexanderstraße, Otto-Braun-Straße und Greifswalder Straße bildet eine der radialen Ausfallstraßen der historischen Mitte Berlins.
Einschließlich der Straßenkreuzung Mollstraße hat die Otto-Braun-Straße im Bezirk Mitte eine Länge von 390 Metern, dazu kommen 420 Meter nördlich der Mollstraße. Die Angabe im Straßenverzeichnis von 740 Meter gibt nur die reine Fahrbahnlänge ohne den Kreuzungsbereich wieder. Die Trassenbreite einschließlich Mittelstreifen zwischen den Gehwegen beträgt südlich der Mollstraße 42 und nördlich 47 Meter. Jede Fahrtrichtung ist in drei Fahrstreifen aufgeteilt.
Die Straße trägt im Berliner Straßenverzeichnis die Nummer 5749. Sie gehört zur StEP-Klasse I (Straßenentwicklungsplan, überregional), die Straßenbezeichnung ist „B2“ und entsprechend gehört sie zur OKSTRA-Klasse B (Bundesstraße). Die Länge der Straße ist mit 280 m für Richtungsfahrbahnen (Wadzeckstraße bis Alexanderstraße/Karl-Marx-Allee) und mit 377 m (Mitte, Prenzlauer Berg / Friedrichshain) angegeben.
Die Otto-Braun-Straße liegt in drei Ortsteilen, die zu drei verschiedenen Bezirken gehören. Nach der städteplanerischen Einteilung in Lebensweltlich orientierte Räume gehört sie zu folgenden Planungsräumen:
- Bezirk Mitte (01): Hausnummer 65–69, 70–72 in PLZ 10178: 01 01 13 03 = Bezirksregion 13 Alexanderplatz, Planungsraum 3 Alexanderplatzviertel
- Bezirk Friedrichshain-Kreuzberg (02): Hausnummer 78–90 (gerade) in PLZ 10249: 02 04 05 01 = Bezirksregion 5 Karl-Marx-Allee Nord, Planungsraum 1 Barnimkiez
- Bezirk Pankow (03): Hausnummer 77–87 (ungerade) in PLZ 10405: 03 07 16 38 = Bezirksregion 16 Prenzlauer Berg Süd, Planungsraum 38 Winsstraße

Die Kriegsschäden im Zweiten Weltkrieg hatten die Bebauung der damaligen Neuen Königsstraße schwer betroffen. So ergab sich die Chance zur Umstrukturierung für eine Neubebauung.
Im Ortsteil Mitte steht auf der Westseite der Straße in direkter Nachbarschaft zum Alexanderplatz das 1971 eingeweihte Haus des Reisens unter der Adresse Alexanderstraße 7 (bis Juni 2006: Alexanderplatz 5). Von 1945 bis 1990 befand sich unter der Hausnummer 27–37 das Ost-Berliner Polizeipräsidium. Im Karree Otto-Braun-Straße/Wadzeckstraße/Bernhard-Weiß-Straße steht unter der Adresse Theanolte-Bähnisch-Straße 2 ein Vier-Sterne-Hotelneubau der Kette Holiday Inn. Nördlich davon wurde 2012 auf einem vormaligen Parkplatz im Bereich Keibelstraße/Wadzeckstraße ein Gebäude mit Appartements errichtet.
Auf der östlichen Straßenseite befindet sich das 1968–1970 errichtete Haus der Statistik (Nr. 70/72). Das Mercure Hotel Alexanderplatz steht an der Kreuzung mit der Mollstraße (Mollstraße 4).
An der Kreuzung Mollstraße verläuft die Grenze zwischen den Bezirken Pankow (Ortsteil Prenzlauer Berg) und Friedrichshain-Kreuzberg (Ortsteil Friedrichshain) schräg über das Straßenland von der Westecke an der Mollstraße zur Nordostecke im Bereich der Fahrbahn zum Südrand des vormaligen Platzes am Königstor. Die Grundstücke an der Westseite (77–87 ungerade) liegen in Prenzlauer Berg, die an der Ostseite (78–90 gerade) in Friedrichshain. An beiden Straßenseiten liegen zehngeschossige Wohnblöcke: auf der Westseite Nr. 77/79, 81/83, 85/87, auf der Ostseite 82/84, 86/88.
Das an der Westseite stehende 21-geschossige Hochhaus ist als Prenzlauer Berg 18 geführt. Auf der Ostseite befindet sich mit dem Königstadt-Carrée (Otto-Braun-Straße 78/80, Mollstraße 30/32) ein architektonisch markantes Gebäude am Eingang zur Ortslage Königstadt. Neben einem Ibis Hotel sind dort auch andere Dienstleister untergebracht. Daran schließt das 2008/2009 aus einem Wirtschaftsgebäude umgebaute Vier-Sterne-Hotel Leonardo Royal auf dem Grundstück Otto-Braun-Straße 90 (Georgenkirchstraße 2) die Front moderner Gebäude ab. Auf derselben Seite steht vor der Kreuzung mit den Straßen Prenzlauer Berg/Am Friedrichshain (vormals: Königstor) am Rand des vormaligen Königsplatzes die St.-Bartholomäus-Kirche. In dem kleinen Park neben der Kirche befindet sich ein Denkmal für Alexander Freiherr von Blomberg, der dort während der Befreiungskriege in einem Gefecht tödlich verwundet wurde.
Die Grundstücksnummerierung zwischen den Nummern 1 und 64 fehlt, mit der Bebauungsänderung nordöstlich vom Alexanderplatz und durch die breitangelegte Mollstraße waren die vorigen Katasterflächen aufgehoben. Die Nummerierung der Neuen Königstraße war in Hufeisennummerierung erfolgt. Im Adressbuch von 1943 waren auf der Westseite die Nummern 1–45 und östlich die 46–94 ausgewiesen.

## Geschichte

Königsstadt mit Neuer Königstraße, 1875

Die Straße war seit dem Mittelalter eine wichtige Verbindung vom Alexanderplatz nach Norden und trug anfangs zunächst die Bezeichnung Rennweg (auch: Rönnweg; Rönne ist in der Jägersprache ein Netz zum Fangen von Greifvögeln). Der Straßenzug führte vom Georgentor (im 18. Jahrhundert abgetragen) in Richtung Bernau. Im 17. Jahrhundert erhielt der Straßenzug die Bezeichnung Bernauische Straße. Vor 1784 wurde die Straße auch als Bernauer Straße in Karten eingetragen. Als König Friedrich Wilhelm III. 1809 nach der napoleonischen Besetzung wieder in die Residenzstadt einzog, wurden das Bernauer Tor in Königstor und die Straße am 10. April 1810 in Neue Königstraße umbenannt. Sie war die Hauptverkehrsader der Königsstadt.
Im Zweiten Weltkrieg wurde die Bebauung der Königstadt so stark zerstört, dass man die baulichen Reste abtrug, sodass keines der Häuser der ehemaligen Neuen Königstraße mehr existiert. Während der DDR-Zeit wurden straßenbegleitende Zeilenbauten errichtet, deren Fassaden nach der deutschen Wiedervereinigung energetisch saniert wurden.
Nach dem Zweiten Weltkrieg hieß der Verkehrsweg zunächst weiterhin Neue Königstraße, obwohl Namensgebungen mit Herrscherbezug an anderer Stelle schon Anfang der 1950er Jahre geändert waren. Die Umbenennung erfolgte mit dem totalen Umbau des Alexanderplatzes. Seit 1966 hieß sie Hans-Beimler-Straße, benannt nach dem Reichstagsabgeordneten der KPD und Kämpfer im Spanischen Bürgerkrieg Hans Beimler. Der Straßenverlauf wurde mit den Bebauungen in den Jahren 1967 bis 1972 in ihrem südlichen Teil derart verschwenkt, dass sie den Alexanderplatz nur noch tangiert. In einem Straßentunnel wurde zeitgemäß der kreuzende Verkehr unterfahren, es verblieben jedoch Straßenteile zum Abbiegen. Ein Teil des ehemaligen Straßenverlaufs vor der heutigen Senatsverwaltung für Bildung, Jugend und Familie (Bernhard-Weiß-Straße 6), auf dem die Trasse der Straßenbahn verläuft, ist noch nachvollziehbar und wurde 2011 nach dem von den Nationalsozialisten verfolgten ehemaligen Berliner Polizeivizepräsidenten Bernhard Weiß benannt.
Die Neubenennung in Otto-Braun-Straße erfolgte am 1. November 1995. Otto Braun war in der Weimarer Republik zwischen 1920 und 1932 mit nur einer kurzen Unterbrechung Ministerpräsident des Freistaates Preußen.

## Verkehr
An der südöstlichen Seite des Alexanderplatzes führt der Straßentunnel an der Grunerstraße den Verkehr vierstreifig unter dem Straßenzug Alexanderstraße/Karl-Marx-Allee hindurch. Dadurch beginnt die Otto-Braun-Straße oberirdisch an der Alexanderstraße, während sie im Tunnel die Grunerstraße fortsetzt.
Der „Mollknoten“, wie die Kreuzung aus Moll- und Otto-Braun-Straße auch genannt wird, ist einer der am stärksten frequentierten Punkte im Berliner Straßenbahn-Netz. Zwischen Wadzeckstraße und Königstor fährt die Straßenbahn-Linie M4; zwischen Wadzeckstraße und Mollstraße verkehren auch die Linien M5 und M6. Bis 1966 fuhren auf der damaligen Neuen Königstraße auf ganzer Länge Straßenbahnen.